# Умов, Николай Алексеевич
Никола́й Алексе́евич У́мов (23 января (4 февраля) 1846, Симбирск — 2 (15) января 1915, Москва) — русский физик-теоретик, философ, заслуженный профессор Московского университета.

## Биография

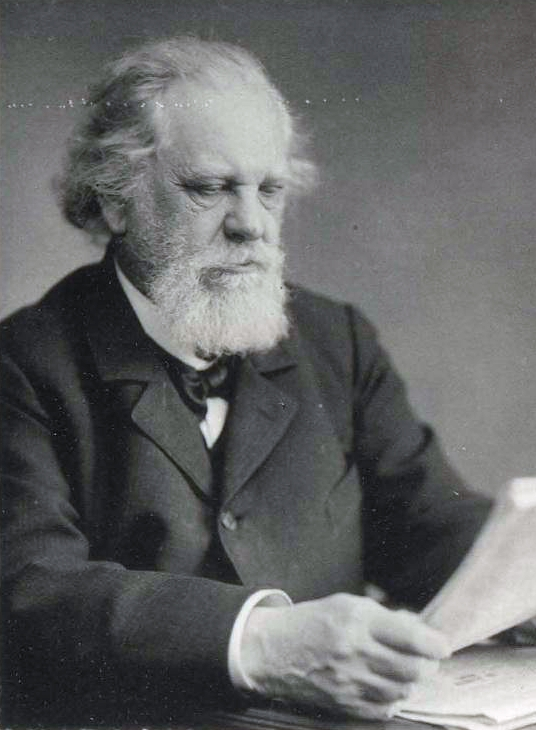
Н. А. Умов, 1911 год

Родился в 1846 году в Симбирске. Унаследовал фамилию от отца — внебрачного сына помещика Павла Михайловича Наумова. Брат В. А. Умова. Двоюродный брат А. И. Умова.
Ещё мальчиком познакомился с анатомией под руководством отца, который был военным врачом и занимался собиранием естественно-исторических коллекций.
В 1857 году семья переехала в Москву, где Николай Умов, окончив курс в 1-й московской гимназии с золотой медалью, поступил в 1863 году на математическое отделение физико-математического факультета Московского университета. Окончив университет в 1867 году со степенью кандидата летом он работал на вагоностроительном заводе Вильямса и Бухтеева и осенью поступил вольнослушателем в Санкт-Петербургский практический технологический институт. Спустя два месяца оставил его, приняв предложение Московского университета усовершенствоваться в науках для приготовления к профессорскому званию на кафедре физики. Готовясь к магистерским экзаменам (сдал в 1870 году) он одновременно начал преподавать физику во 2-й женской гимназии и на женских Лубянских курсах.
В 1871 году при активном участии Ф. Н. Шведова был приглашён в Новороссийский университет, где 22 ноября был избран доцентом по кафедре физики; читал лекции по теоретической физике. В январе следующего года защитил в Московском университете магистерскую диссертацию «Теория термомеханических явлений в твердых упругих телах», а в 1874 году (также в Московском университете) — докторскую диссертацию «Уравнения движения энергии в телах». С 1875 года — экстраординарный профессор, с 1880 — ординарный профессор Новороссийского университета.
В 1893 году вернулся в Московский университет, где преподавал физику студентам-медикам и теоретическую физику студентам-математикам. После смерти профессора А. Г. Столетова возглавил кафедру физики, стал читать курсы по экспериментальной физике. Вместе с П. Н. Лебедевым принял деятельное участие в составлении проекта и организации Физического института при университете. С 1897 года — Заслуженный профессор Московского университета.
В 1911 году, оставив Московский университет в знак протеста против политики Л. А. Кассо (дело Кассо), сосредоточил свою деятельность в Московском обществе испытателей природы, президентом которого был с 1897 года до своей смерти.
Умер от язвы желудка 2 (15) января 1915 года; похоронен на Ваганьковском кладбище (уч. 18).
Среди студентов Умова был Борис Николаевич Бугаев (Андрей Белый), писавший о нём в поэме «Первое свидание»:

И было: много, много дум;

И метафизики, и шумов…

И строгой физикой мой ум

Переполнял: профессор Умов.

Над мглой космической он пел,

Развив власы и выгнув выю,

Что парадоксами Максвелл

Уничтожает энтропию,

Что взрывы, полные игры,

Таят томсоновские вихри,

И что огромные миры

В атомных силах не утихли…

### Семья
Жена — Умова (дев. Новицкая) Елена Леонардовна (ум. 22 августа 1926 года от рака).

## Научная деятельность

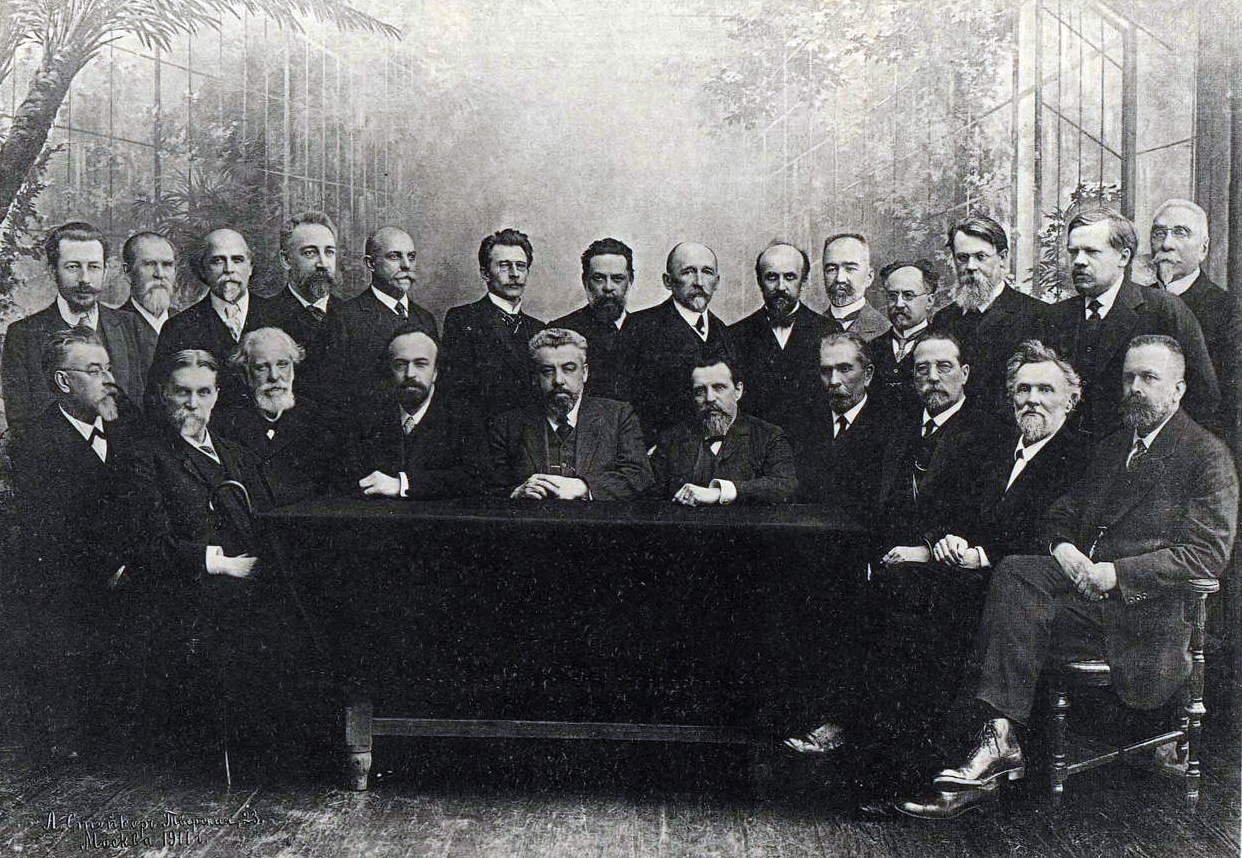
Профессора Московского университета (1911). Сидят: В. П. Сербский, К. А. Тимирязев, Н. А. Умов, П. А. Минаков, М. А. Мензбир, А. Б. Фохт, В. Д. Шервинский, В. К. Цераский, Е. Н. Трубецкой. Стоят: И. П. Алексинский, В. К. Рот, Н. Д. Зелинский, П. Н. Лебедев, А. А. Эйхенвальд, Г. Ф. Шершеневич, В. М. Хвостов, А. С. Алексеев, Ф. А. Рейн, Д. М. Петрушевский, Б. К. Млодзеевский, В. И. Вернадский, С. А. Чаплыгин, Н. В. Давыдов.

Первые исследования Умова (1870—1872) посвящены теории колебательных процессов в упругих средах, которую он распространил на термомеханические явления в этих средах — магистерская диссертация «Теория термомеханических явлений в твёрдых упругих телах» (1872). В 1873—1874 гг создал фундаментальное учение о движении энергии любого вида, представив его в докторской диссертации «Уравнение движения энергии в телах» (1874). В ней Умов развил представление о плотности энергии в данной точке и скорости движения энергии, ввёл понятие плотности потока энергии (вектор Умова). Концепция Умова, ныне вошедшая во все учебники физики, в то время с трудом воспринималась научной общественностью: защита диссертации длилась 6 часов и едва не кончилась провалом. Лишь через 10 лет сходные взгляды, но в более узком плане, применительно к электромагнитному полю, высказал английский физик Джон Пойнтинг.
В 1875 году решил в общем виде задачу о распределении электрических токов на проводящих поверхностях произвольного вида. Экспериментально исследовал диффузию веществ в водных растворах, поляризацию света в мутных средах, открыл эффект хроматической деполяризации лучей света, падающих на матовую поверхность (1888—1891).
Участвовал в деятельности Московского общества испытателей природы (которое возглавлял с 1897 года) и Общества содействия успехам опытных наук и их практических применений им. Х. С. Леденцова .
В 1900-е годы раскрыл физический смысл формул Гаусса в теории земного магнетизма. Впервые связал шаровые функции формул Гаусса с распределением магнитных масс в теле Земли (магнитными аномалиями).
Задолго до А. Эйнштейна обсуждал в своих работах формулу {\displaystyle E=kmc^{2}}, выведенную ранее Генрихом Шраммом, которая, по его предположению, связывала плотность массы и энергии гипотетического светоносного эфира. Впоследствии эта зависимость была строго выведена, без какого-либо коэффициента k и для всех видов материи, Эйнштейном в специальной теории относительности (СТО). Одним из первых русских учёных оценил значение СТО.
Впервые ввёл в науку такие основополагающие понятия, как скорость и направление движения энергии, плотность энергии в данной точке среды, пространственная локализация потока энергии. Однако, не обобщил эти понятия на другие виды энергии, кроме энергии в упругих телах. В 1884 году понятие потока электромагнитной энергии ввел Д. Пойнтинг, используя для описания распространения энергии вектор, называемый в российской научной традиции «вектором Умова — Пойнтинга» (в западной научной традиции — «вектор Пойнтинга»).
В 1905 году установил зависимость между альбедо астрономического объекта и степенью поляризации отражённого от него света — Эффект Умова (Закон Умова).

## Избранные публикации
1. Умов Н. А. Теория простых сред и её приложение к выводу основных законов электростатических и электродинамических взаимодействий. — Одесса, т. 9, 1873.
2. Умов Н. А. Теория взаимодействий на расстояниях конечных и её приложение к выводу электростатических и электродинамических законов (недоступная ссылка). — М.: Имп. Моск. Ун-т, 1873. — 44 с.
3. Umov N. A. Ein Theorem über die Wechselwirkung in Endlichen Entfernungen. (Теорема относительно взаимодействий на расстояниях конечных). Zeitschrift für Mathematik und Physik. Bd. 19, 1874, H. 2. § 12.
4. Умов Н. А. Уравнения движения энергии в телах (недоступная ссылка). — Одесса: Типогр. Ульриха и Шульце, 1874. — 56 с.
5. Умов Н. А. Вопросы познания в области физических наук (недоступная ссылка). Речь произнесена в общем собрании 9 съезда русских естествоиспытателей и врачей 4-го января 1894 г. — М.: 1984.
6. Umov N. A. Chromatische depolarisation durch Lichtzerstreuung. Physik. Z. Vol. 6, pp. 674—676, 1905.
7. Умов Н. А. Избранные сочинения. — М.—Л.: Государственное издательство технико-теоретической литературы, 1950. — (Классики естествознания).